# Verbascum phrygium
Verbascum phrygium är en flenörtsväxtart som beskrevs av Joseph Friedrich Nicolaus Bornmüller. Verbascum phrygium ingår i släktet kungsljus, och familjen flenörtsväxter. Inga underarter finns listade i Catalogue of Life.